# Euphorbia cordellata
Euphorbia cordellata är en törelväxtart som beskrevs av Adrian Hardy Haworth. Euphorbia cordellata ingår i släktet törlar, och familjen törelväxter. Inga underarter finns listade i Catalogue of Life.